# Dora Russell

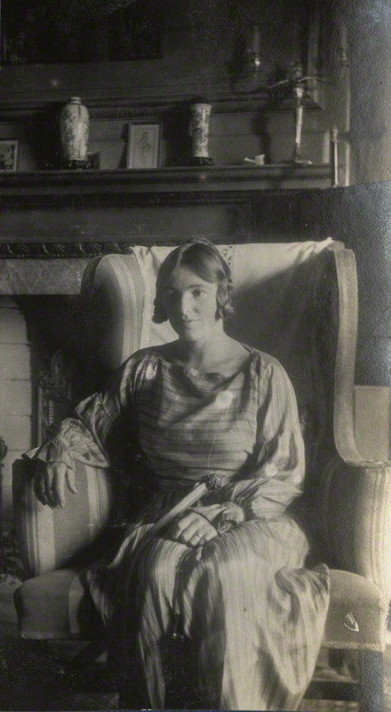
Dora Russell, 1922, fotografiert von Lady Ottoline Morrell

Dora Winifred Russell, Countess Russell, geborene Black (* 3. April 1894 in Thornton Heath; † 31. Mai 1986 in Porthcurno) war eine britische Autorin, Feministin und politische Aktivistin. Sie war von 1921 bis 1935 mit Bertrand Russell verheiratet.

## Leben

### Kindheit und Studium
Dora Black wurde am 3. April 1894 in Thornton Heath, London als zweites von vier Kindern in eine Familie der oberen Mittelklasse geboren. Ihr Vater Sir Frederick Black vertrat die für seine Zeit progressive Ansicht, dass Mädchen gleich wie Jungen ein Recht auf eine gute Bildung hätten. Dora besuchte daher eine private Grundschule, wo sie ein Stipendium für die Sutton High School erlangte. Mit 17 besuchte sie für ein Jahr ein privates Mädcheninternat in Deutschland und erlangte ein Stipendium für das Girton College in Cambridge, wo sie Französisch und Deutsch studierte.
Ihr Studium in Cambridge schloss sie 1915 mit Auszeichnung ab („First Class Honours“). Während ihres Studiums schloss sich Black zudem der Heretics Society Charles Kay Ogdens an, die traditionelle Rollenverteilungen und religiösen Dogmatismus hinterfragte. Die Mitgliedschaft in dieser Gruppe beeinflusste ihr feministisches Denken und ihre Auffassung zu traditionellen Werten.

### Beziehung zu Bertrand Russell
Nach ihrem Studium in Cambridge zog Black zurück nach London und begann ein weiteres Studium der Französischen Sprache am University College London. Wenig später, 1916, lernte sie Bertrand Russell kennen, den sie in seiner Kampagne gegen die Wehrpflicht unterstütze. In den folgenden Jahren verfestigte sich die Beziehung der beiden und sie unternahmen gemeinsame Reisen in die Sowjetunion, sowie die Republik China und das Japanische Kaiserreich. Zu Bertrands Büchern The Practice and Theory of Bolshevism (1920) und The Problem of China (1923) leistete sie Beiträge und verfasste gemeinsam mit ihm The Prospects of Industrial Civilization (1923).
Dora betrachtete Ehe als eine Beschränkung der sexuellen Freiheit und als Mittel der weiblichen Unterwerfung. Sie lehnte daher Bertrands Heiratsantrag zunächst ab. Obwohl Bertrand ihre Position akzeptierte, wünschte er sich einen Sohn mit Dora und einen gemeinsamen Familiennamen. Nach ihrer gemeinsamen Rückkehr aus Asien nach England war Dora schwanger. Daraufhin ließ sich Bertrand 1921 von seiner ersten Frau Alys Pearsall Smith scheiden. Black und Russell heirateten schließlich doch. Dora gebar 1921 einen Sohn, John, und 1923 eine Tochter, Katharine. Unter anderem für ihre beiden Kinder gründeten Dora und Bertrand 1927 gemeinsam die libertär, experimentelle Beacon Hill School.
Als Bertrands älterer Bruder Frank Russell, 2. Earl Russell, 1931 kinderlos starb, wurde Bertrand der 3. Earl Russell und Dora somit zur Countess Russell.
Dora, die eine polygame Lebensweise propagierte, hatte zusammen mit dem Journalisten Griffin Barry zwei weitere Kinder (1930 Harriet und 1932 Roddy). Die Beziehung zu Bertrand scheiterte schließlich und die beiden trennten sich 1932. Bertrand heiratete 1936 die Gouvernante ihrer Kinder, Patricia Spence.
Von 1943 bis 1950 arbeitete Dora für das britische Informationsministerium als wissenschaftliche Mitarbeiterin.

## Politisches und gesellschaftliches Engagement
Dora Russell war vielseitig gesellschaftlich und politisch engagiert. Sie setzte sich unter anderem für Frauenrechte/Gleichstellung, sexuelle Befreiung, Aufklärung und Frieden ein.
1924 kandidierte sie erfolglos für die Labour Party und blieb Mitglied der Independent Labour Party nach deren Abspaltung von Labour 1932. Sie war Gründungsmitglied der Federation of Progressive Societies and Individuals (FPSI) 1932, des National Council for Civil Liberties (NCCL) 1934 und zahlreicher weiterer Initiativen und Organisationen.

### Frauenrechte
Dora Russell setzte sich nachdrücklich für Frauenrechte ein. Wichtig war ihr, Frauen über die Möglichkeiten der Empfängnisverhütung zu informieren. Den Zugang zu dieser und die Information über das Thema sah sie als grundlegende Voraussetzung, um Frauen die Kontrolle über ihr eigenes Leben zu ermöglichen und sich zu emanzipieren. In Hypatia or Woman and Knowledge (1925) schreibt sie „We want better reasons for having children than not knowing how to prevent them. Nor should we represent motherhood as something so common and easy that everyone can go through it without harm or suffering and rear her children competently and well“.
Gemeinsam mit H. G. Wells und John Maynard Keynes gründete sie die Workers’ Birth Control Group. Für die World League for Sexual Reform organisierte sie 1929 gemeinsam mit Norman Haire einen fünftägigen Kongress, der von bekannten Intellektuellen aus aller Welt besucht wurde.
Russell war in verschiedensten Frauenrechtsorganisationen aktiv und war Gründungsmitglied der Abortion Law Reform Association (ALRA) im Jahr 1936.

### Bildung und Erziehung
Gemeinsam mit Bertrand gründete Dora 1927 die libertär-progressive Beacon Hill School, die ein rationales Denken vermitteln sollte. Nach der Trennung von Bertrand führte Dora die Schule allein bis 1943 weiter. Ihre Ansichten über die Bildung veröffentlichte sie 1932 unter dem Titel In Defence of Children.

### Friedensbewegung
Nach dem Krieg engagierte sich Russell stark in der Friedensbewegung. Sie war Gründungsmitglied der Campaign for Nuclear Disarmament in der sie sich gemeinsam mit Bertrand, J. B. Priestley, Michael Foot, Victor Gollancz und anderen für atomare Abrüstung einsetze. In The Right to Be Happy (1927, S. 205) schreibt sie „Strictly speaking, no person who believes that wars between classes and nations are inevitable is fit to be in charge of the destiny of children. To believe in the unity of the human race and get children to believe it in early youth would mean the creation of that unity and the end of war.“ 1958 führte sie den Women’s Caravan of Peace bis nach Moskau.

## Veröffentlichungen
- gemeinsam mit Bertrand Russell: The Prospects of Industrial Civilization. 1923.
- Hypatia or Woman and Knowledge. 1925. E.P. Dutton.
- The Right to Be Happy. 1927. Harper & Brothers.
- In Defence of Children. 1932. Hamish Hamilton.
- Mister Wiggly Squiggly. 1972. Stockwell.
- Dreibändige Autobiografie The Tamarisk Tree
  - Band 1: My Quest for Liberty and Love. 1975. Putnam.
  - Band 2: My School and the Years of War. 1981.
  - Band 3: Challenge of the Cold War. 1985.
- Religion of the Machine Age. 1983. Routledge & Kegan Paul.
- The Dora Russell reader : 57 years of writing and journalism, 1925-1982. 1983. Pandora Press.